# Panula
Panula is een geslacht van vlinders van de familie spinneruilen (Erebidae), uit de onderfamilie Calpinae.

## Soorten
- P. inconstans Guenée, 1852
- P. scindens Walker, 1858
- P. sororcula Draudt & Gaede, 1944